# 山井太
山井 太（やまい とおる、1959年12月18日 - ）は、日本の実業家で、スノーピーク代表取締役社長。

## 人物
新潟県三条市生まれ。趣味は、フライ・フィッシング。
子供のころから野球少年で、明治大学商学部入学後は、スキー用品店でのアルバイトなどを経て、大学卒業後は外資系ブランド商社リーベルマン・ウェルシュリー & Co.,SAに就く。
1986年に、父が創業した株式会社ヤマコウ（現・株式会社スノーピーク）に入社し、アウトドアをライフスタイル ととらえ、スノーピークをオートキャンピングブランドとして展開。 オートキャンピングのパイオニアメーカーとして日本のアウトドアシーンを革新する。 1996 年に社長に就任するとともに、社名を株式会社スノーピークに変更。国内での全国展開はもとより、海外20ヶ国（北米･ヨーロッパ・アジア･オセアニア地域）に展開し、日本からの情報発信も行う。 創業以来貫き通す「自らもユーザーである」との原点から、ミッションステートメント として掲げる“The Snow Peak Way”のもと、革新的な製品の開発を行い、人間と自然 が豊かにふれあえるライフスタイルの提案として、徹底的にユーザーの立場に立ったプロダクツやサービスを提供し続けている。
2014年12月11日、スノーピークは東京証券取引所マザーズに上場。翌2015年12月11日最短の1年で東京証券取引所第一部に市場変更。同年「2015年日経ビジネスが選ぶ次世代を創る100人」に選ばれている。2019年、アメリカ合衆国に移住。

## 略歴
- 1959年（昭和34年）12月 -新潟県三条市に生まれる。
- 1982年（昭和57年）4月 -リーベルマン・ウェルシュリー & Co.,SA入社する。
- 1986年（昭和61年）7月 -株式会社ヤマコウ（現　株式会社スノーピーク）入社する。
- 1996年（平成8年）11月 -代表取締役社長就任後、社名を現在のスノーピークに変更する。
- 2011年（平成23年）4月 -キャンプフィールドを併設した店舗・工場・オフィスが一体となったHeadquatrsへと本社及び工場を移転する。
- 2013年（平成25年）-日刊工業新聞主催「第31回優秀経営者顕彰」において最優秀経営者賞を受賞。
- 2014年（平成26年）12月 -株式会社スノーピークを東京証券取引所マザーズへ上場させる。
- 2015年（平成27年）12月 -スノーピークを東証一部に市場変更させる。
- 2017年（平成29年）1月 -『シーバスリーガル18年 ゴールドシグネチャー・アワード 2017 Presented by GOETHE』コーポレートバリューデベロップメント部門受賞
- 2020年（令和2年）3月 - スノーピーク代表取締役社長を娘の山井梨沙に譲り、代表取締役会長に就任。
- 2022年（令和4年）9月 - 山井梨沙の社長辞任に伴いスノーピーク代表取締役社長に復帰[2]。
- 2024年（令和6年）3月 - 兼務していた会長職を退任し、代表取締役社長専任となる。

## 番組出演
- グローバルナビフロント（2014年8月2日、BS-TBS）
- 日経スペシャル カンブリア宮殿 キャンプ場から出勤！テントで年間40泊以上！ 急成長アウトドアメーカーが繰り出す"客感動"戦略（2014年9月18日、テレビ東京）- スノーピーク 社長 山井太出演[3]。
- 日経スペシャル カンブリア宮殿 スノーピーク 「都会でキャンプ」の新戦略（2021年10月14日、テレビ東京）- スノーピーク 会長 山井太出演[4]。

## 著書
- 『スノーピーク「好きなことだけ！」を仕事にする経営』（2014年6月4日、日経BP社）ISBN 978-4822277659
- 『スノーピーク「楽しいまま! 」成長を続ける経営』（2019年10月18日、日経BP社）ISBN 978-4296103355